# جون فيرغسون (لاعب دوري الرغبي)
جون فيرغسون (بالإنجليزية: John Ferguson)‏ هو لاعب دوري الرغبي أسترالي، ولد في 15 يوليو 1954 في سيدني في أستراليا.